# Моржові вуса
Моржові вуса (також відомі як Угорські вуса) — вид вусів, які характеризуються своєю пишністю і в своїй кінцевій стадії мають виглядати як вуса моржа (саме звідси пішла назва).

## Історія
Щось схоже на такі вуса почали носити гали і кельти. В середині 19-го — початку 20-го століття почали набувати широкої популярності. Джентльмени, вчені і філософи вподобали їх через те, що вони додають мужності і хоробрості їх власнику.
В 1920 році вони потрапили в немилість але в 1960-х відбувся сплеск популярності.

## Стилі
Є декілька різновидів таких вусів, зокрема коли вуса утворюють так звану «підкову» (не плутати з аналогічним видом бороди).

## Приклади

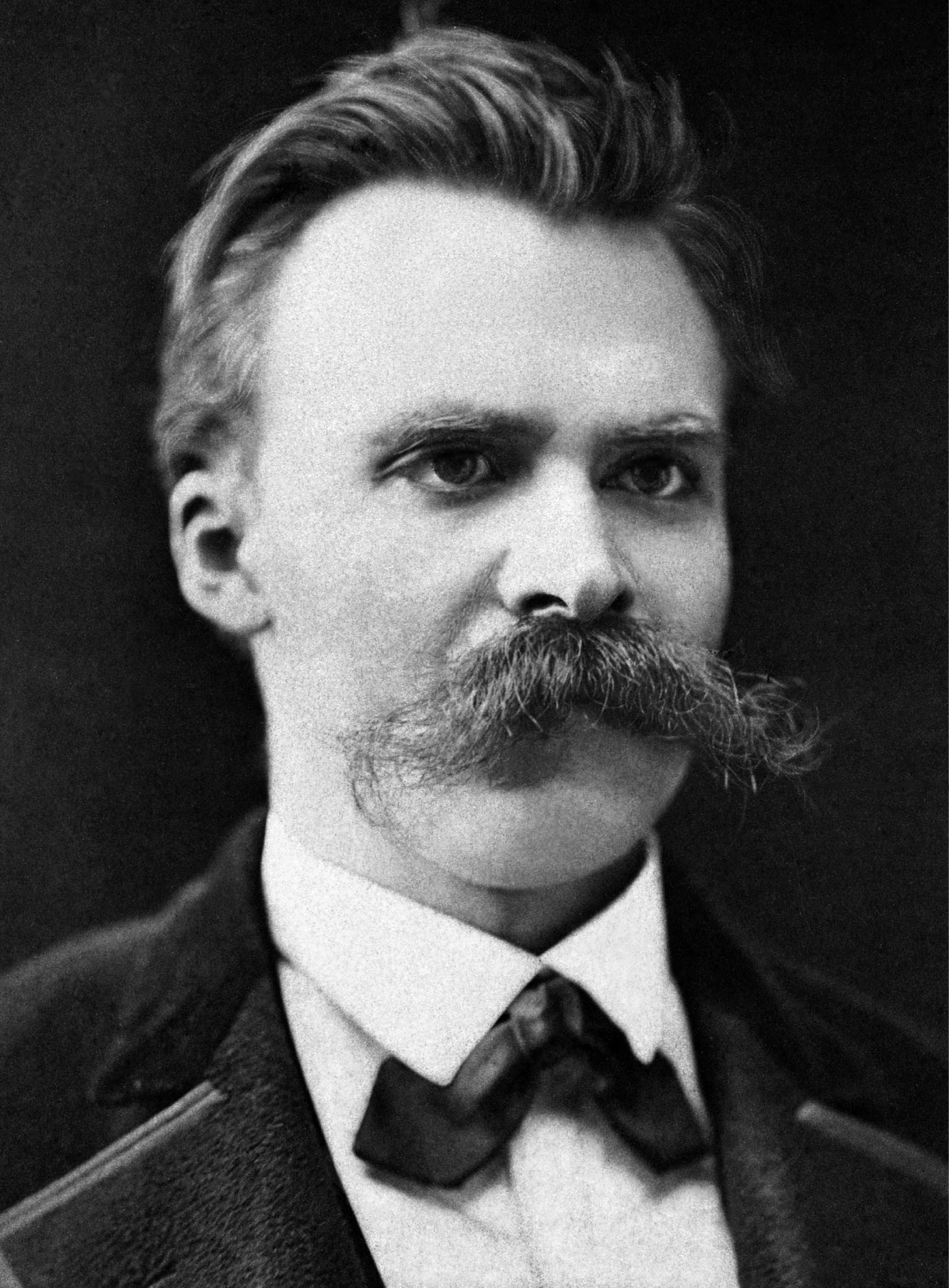
Фрідріх Ніцше
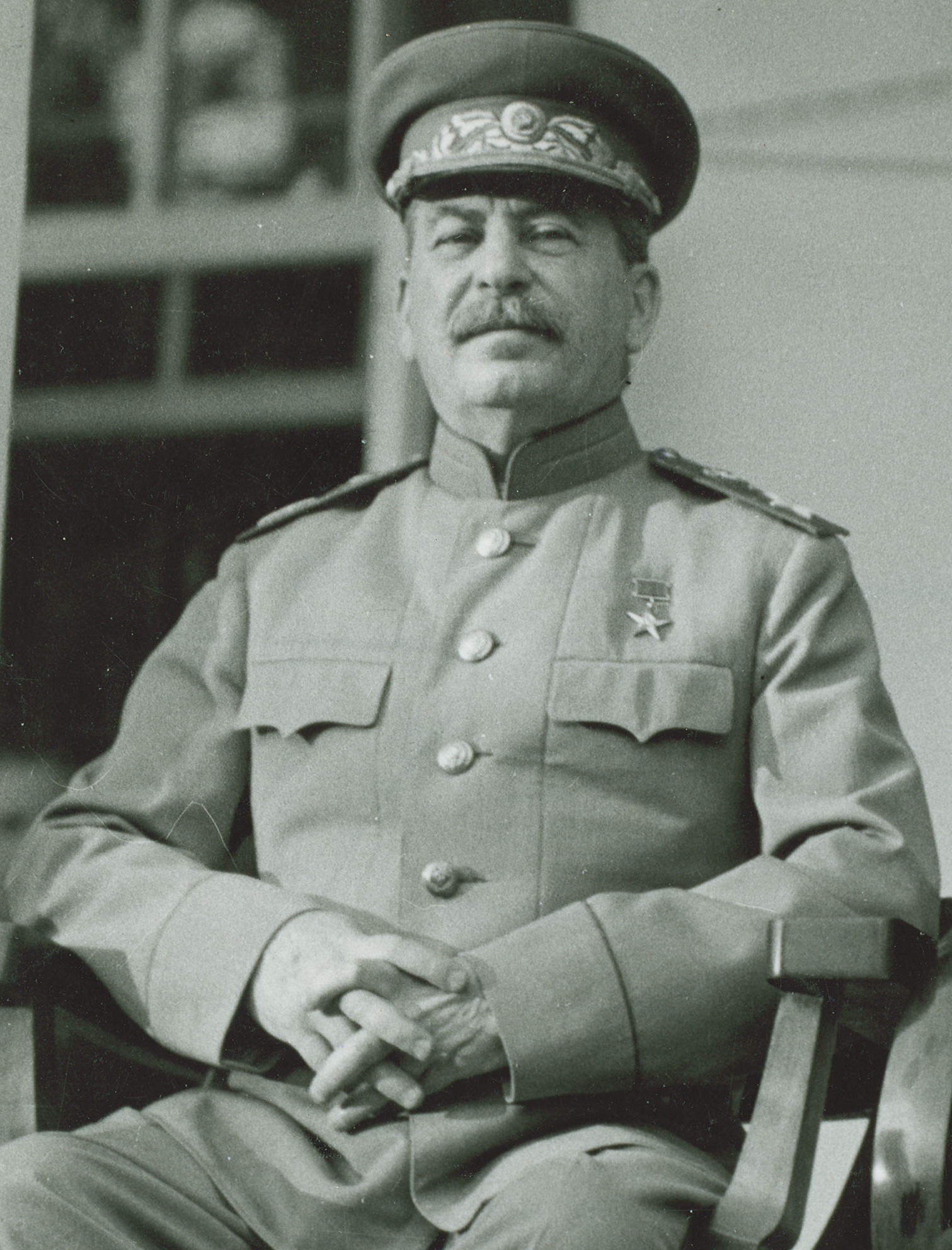
Йосип Сталін
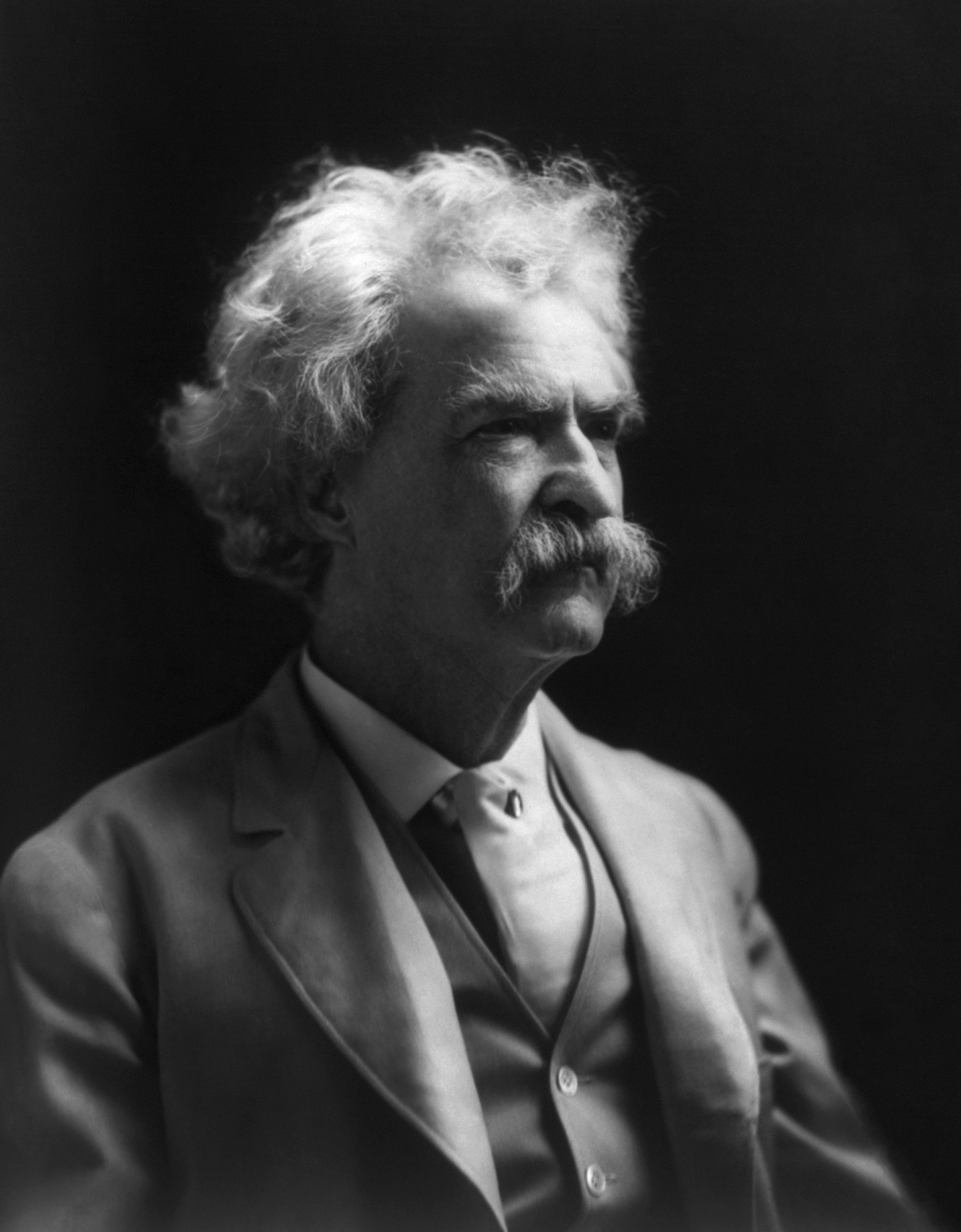
Марк Твен
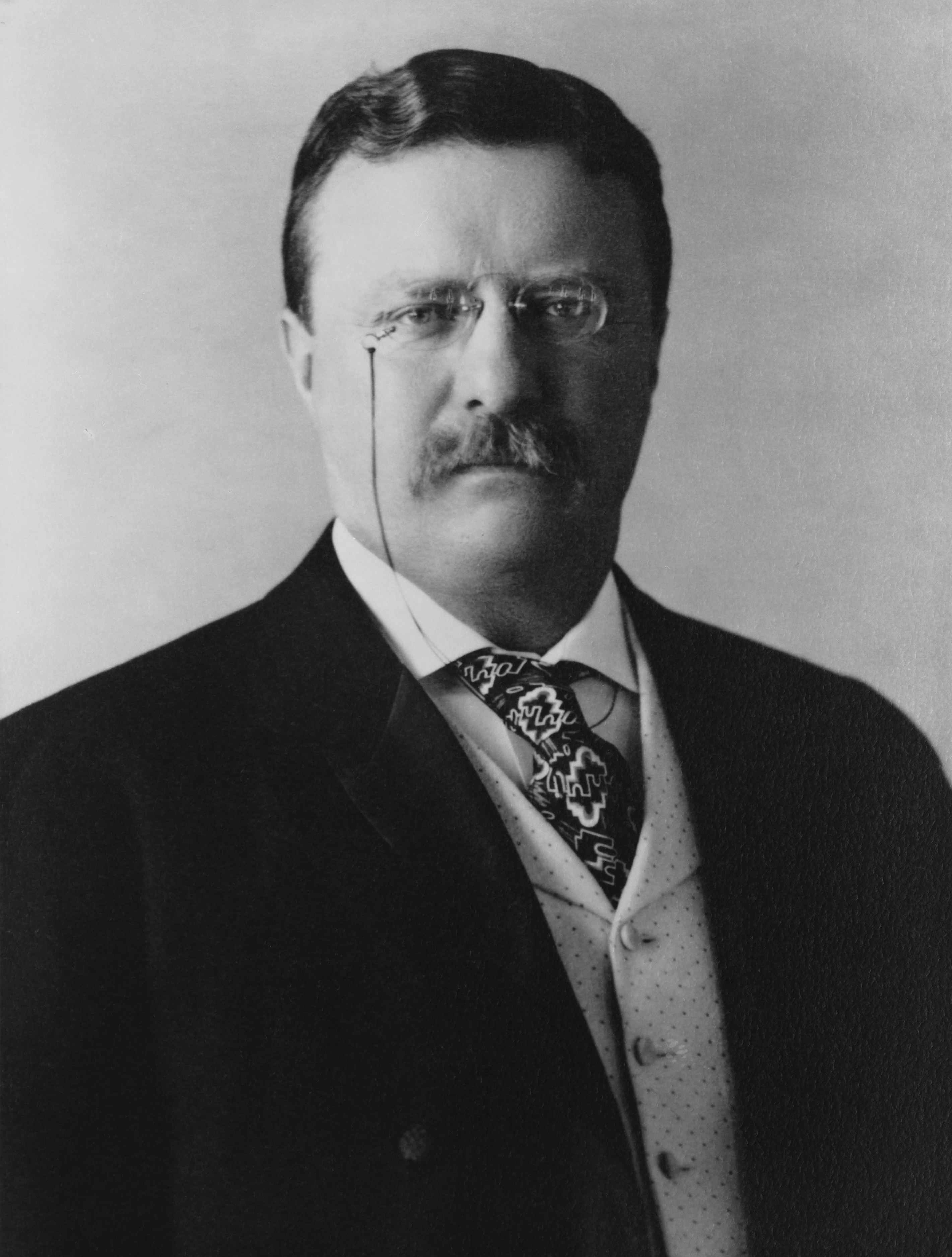
Теодор Рузвельт
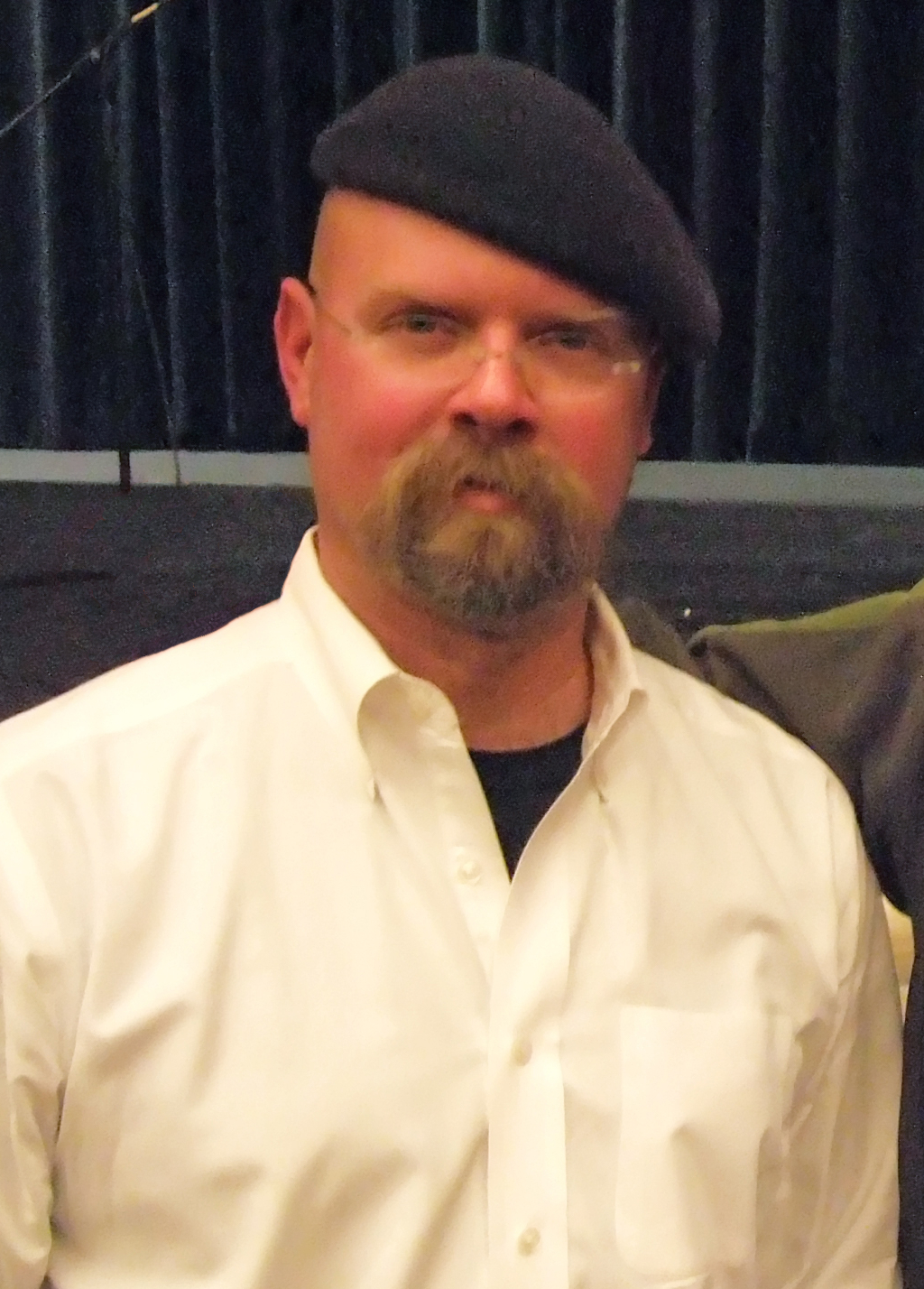
Джеймі Гайнеман